# Chloe Scott
Chloe Scott (Fráncfort del Meno, 27 de agosto de 1998) es una actriz pornográfica y modelo erótica alemana afincada en los Estados Unidos.

## Biografía
Nació en Fráncfort del Meno, en el estado federal de Hesse (Alemania) en agosto de 1998, si bien se crio desde muy joven en Virginia (Estados Unidos). Su padre era un militar estadounidense que estaba destinado en la Base Aérea de Rhein-Main.
En 2017, poco antes de cumplir los 19 años de edad, se trasladó hasta Los Ángeles, donde entró en contacto con el mundillo de la industria pornográfica, debutando ese mismo año como actriz.
Ha trabajado para productoras como Dogfart Network, Devil's Film, FM Concepts, Tushy, Blacked, Jules Jordan Video, New Sensations, Vixen, Brazzers, Evil Angel, 21Sextury, Reality Kings o 3rd Degree, entre otras.
Su primera escena de sexo anal la grabó en 2017 para la película First Anal 5, producida por Tushy y junto a Jean Val Jean. Ese mismo año también grabó su primera escena de sexo interracial, junto a Evelin Stone y Jynx Maze, en My First Interracial 10.
En 2018 fue nominada en los Premios AVN en la categoría de Mejor actriz revelación. Se retiró en 2022 habiendo rodado más de 140 películas como actriz.
Alguno de sus trabajos destacados son Boffing the Babysitter 24, Cum Swallowing Auditions 29, Dirty Little Schoolgirl Stories 6, Faces Covered 4, Hotwife Bound 2, Neighborhood Swingers 19, Tight 3 o Yoga Girls 4.

## Premios y nominaciones
| Año  | Ceremonia                   | Resultado | Premio                                         | Trabajo |
| ---- | --------------------------- | --------- | ---------------------------------------------- | ------- |
| 2018 | Premios AVN                 | Nominada  | Mejor actriz revelación                        | —       |
| 2018 | Premios AVN                 | Nominada  | Premio fan: Debutante más caliente             | —       |
| 2018 | Spank Bank Awards           | Nominada  | Creampied Cutie of the Year                    | —       |
| 2018 | Spank Bank Awards           | Nominada  | Natural Born Cock Killer                       | —       |
| 2018 | Spank Bank Technical Awards | Ganadora  | Naughtiest 'Military Brat'                     | —       |
| 2019 | Premios AVN                 | Nominada  | Premio fan: Estrella mediática                 | —       |
| 2019 | Spank Bank Awards           | Nominada  | Best Legs                                      | —       |
| 2019 | Spank Bank Awards           | Nominada  | My (Wet) Dream Girl                            | —       |
| 2019 | Spank Bank Awards           | Ganadora  | Prettiest Girl In Porn                         | —       |
| 2019 | Spank Bank Awards           | Nominada  | Slutty Step Sister / Step Daughter of the Year | —       |
| 2019 | Spank Bank Awards           | Nominada  | The Girl Next Door? Only Dirtier               | —       |
| 2019 | Spank Bank Technical Awards | Ganadora  | Making Porn Great Again…and Again, and Again   | —       |